# 奧特洛岩
67°53′S 68°53′W / 67.883°S 68.883°W
奧特洛岩（Outlaw Rock）是南極洲的岩石，位於阿德萊德島南端，處於迪翁群島以西，由英國南極名稱諮詢委員會命名，現時由南極條約體系管理。